# 剛
剛（ごう）は、漢姓の一つ。

## 中国の姓
2020年の中華人民共和国の統計では人数順の上位100姓に入っておらず、台湾の2018年の統計では552番目に多い姓で、98人がいる。

## 朝鮮の姓
剛（ごう、カン、朝: 강）は、朝鮮人の姓の一つである。

### 氏族
1930年国勢調査で初めて現われた氏姓である。忠清北道槐山郡長延面方谷里に剛応竜1世帯が居住していた。それによると、1908年（隆煕2）民籍簿に記載する時、強を剛と誤って記録したためだという。
2015年の国勢調査では槐山剛氏が6人いる。他の3人の本貫は不明である。

### 人口と割合
1930年度国勢調査の時初めて登場した。
| 年度   | 人口 | 世帯数 | 順位         | 割合 |
| ------ | ---- | ------ | ------------ | ---- |
| 1930年 |      | 1世帯  |              |      |
| 1960年 | 11人 |        | 258姓中244位 |      |
| 1975年 |      |        |              |      |
| 1985年 | 30人 |        | 274姓中233位 |      |
| 2000年 |      |        |              |      |
| 2015年 | 9人  |        |              |      |